# Vasilij Kandinskij
Vasilij Vasiljevitj Kandinskij (russisk: Василий Васильевич Кандинский, tr. Vasilij Vasilevitj Kandinskij; født 16. december 1866 (4. december, gs) i Moskva, Det Russiske Kejserrige, død 13. december 1944 i Neuilly-sur-Seine, Frankrig) var en russisk maler og kunstteoretiker opvokset i Odessa.  
I årene 1886-92 studerede Kandinskij jura og påbegyndte en akademisk karriere, inden han brød af 1896 og søgte til München for at gå på Anton Azbé's (1859-1905) skole og på Kunstakademiet hos Franz von Stuck. 
1901 var han medstifter af kunstnergruppen Phalanx (en) og underviste på den tilknyttede skole. Blandt hans elever var Gabriele Münter (en), der blev hans livsledsagerske frem til 1916. Kandinskij arbejdede i disse år med landskabsstudier, men skabte under indflydelse af jugendstilen en række gouacher med motiver fra russisk eventyrdigtning og folklore, fx "Buntes Leben" (1907, Lenbachhaus, München). 
Han udgav også to album med træsnit. I perioden 1906-07 boede han i Sèvres i Frankrig, hvor han stiftede bekendtskab med den franske fauvisme og udstillede i Paris. Tilbage i München og landsbyen Murnau syd derfor skabte han 1908-09 en række landskaber i en kraftigt forenklet stil, præget af stærke farvekontraster. Sammen med to venner fra Azbé-skolen, Alexej von Jawlensky og Marianne von Werefkin (1870-1938), udgjorde Münter og Kandinskij et lille kunstnersamfund. 
Omkring 1909 skabte Kandinskij en ny billedform, som han kaldte improvisationer, impressioner eller kompositioner. De landskabelige elementer opløstes mere og mere for omkring 1910-11 at gå over i ren abstraktion, fx Komposition IV (1911, Kunstsammlung Nordrhein-Westfalen, Düsseldorf). Den nye billedstil førte til et brud med Neue Künstlervereinigung, som han selv havde været med til at stifte 1909, og til dannelsen af sammenslutningen Der Blaue Reiter sammen med Franz Marc. Sammen udgav de to i 1912 en almanak med bidrag af bl.a. Arnold Schönberg og Kandinskij selv.
I bogen "Über das Geistige in der Kunst" (1912) fremstillede Kandinskij sin tro på en ny, åndeligt inspireret tidsepoke og beskrev i bogens anden del i en harmonilære sammenhængen mellem farve og form. Hans fremstilling af farvens psykologiske virkning stod i gæld til Goethes farvelære. I 1913 fulgte prosa-digtsamlingen "Klänge", der var beslægtet med tre tidligere udkast til sceniske kompositioner fra 1909, og erindringsbogen "Rückblicke" (dansk Tilbageblik, 1964). Ved 1. verdenskrigs udbrud måtte Kandinskij forlade Tyskland og tage ophold i Moskva. Han giftede sig i 1916 med den unge Nina Andrejevskaja og blev efter Den Russiske Revolution engageret i opbygningen af nye kunstneriske organisationer og etablering af forbindelser til efterkrigstidens tyske kunstnergrupper.
I 1922 forlod Kandinskij Rusland og kom via Berlin til Bauhausskolen i Weimar, hvor han blev lærer på malerskolen og som kollega fik Paul Klee. Sit kunstsyn fremstillede han i bogen "Punkt und Linie zur Fläche" (1926), der beskriver billedets formopbygning. Efter nazisternes magtovertagelse i 1933 rejste han til Paris, hvor han levede i stigende isolation de sidste 11 år af sit liv.
Kandinskij har haft afgørende betydning for det abstrakte maleris udvikling. Den spontane abstraktion er inspireret af hans billeder fra 1909-14, og den geometriske abstraktion af hans senere værker. Vilhelm Bjerke Petersen var 1930-31 elev af Kandinskij på Bauhaus og bragte hans ideer til Danmark.

## Billedgalleri
| - Portrætter og fotos - Portræt af Nina Kandinskij, 1917 - Nina Kandinskij, fotograferet af Hugo Erfurth(de), 1927 - Maleren Gabriele Münter (en), 1905 |

| - Værker af Vasilij Kandinskij - Havnen i Odessa, 1898 - Art Nouveau-plakat til den første Phalanx-utstillingen i 1901 - Der Blaue Reiter, 1903 - Det brogede liv, 1907 Das bunte Leben(en) - Landsbygade, 1908 Murnau, Dorfstraße - Medlemskort for N.K.V.M., træsnit, 1909 - Komposition IV, 1911 - Komposition VII, 1913 - Improvisation No. 30 (Kanoner, 1913 - Impression III (Konzert), 1911 - Dommedag, 1911 Das Jüngste Gericht/Komposition V - Omslag til Der Blaue Reiter, 1912 - Improvisation 27, Garden of Love II, 1912. – Udstillet på Armory Show 1913 - Improvisation 26, 1912 |

| - Komposition VII, 1913 - Første abstrakte akvarel, 1910 el. 1913 (muligvis et forstudie til Komposition VII) - Fugue, 1914 - Til den ukendte stemme, 1916 - Komposition VIII, 1923 - På hvidt II, 1923 On White II / Auf Weiß II - Sign, 1925 - Komposition IX, 1936 - Komposition X, 1939 - Hvile, ro, 1942 At rest - Frimærke fra Deutsche Bundespost, 1992 — Murnau med regnbue |